# Ungcheon-eup
Ungcheon-eup (koreanska: 웅천읍) är en köping i Sydkorea.  Den ligger i kommunen Boryeong i provinsen Södra Chungcheong, i den centrala delen av landet, 150 km söder om huvudstaden Seoul.